# Ragale
Ragale – wieś w Bośni i Hercegowinie, w Federacji Bośni i Hercegowiny, w kantonie środkowobośniackim, w gminie Fojnica. W 2013 roku liczyła 332 mieszkańców, z czego większość stanowili Boszniacy.